# هيلدا وايزمان
هيلدا وايزمان (بالإنجليزية: Hilda Alexandra Wiseman)‏ هي خطاطة نيوزيلندية، ولدت في 1894 في موروبنا ‏ في أستراليا، وتوفيت في 1982.